# Ermida de Nossa Senhora de Lurdes (Cinco Ribeiras)

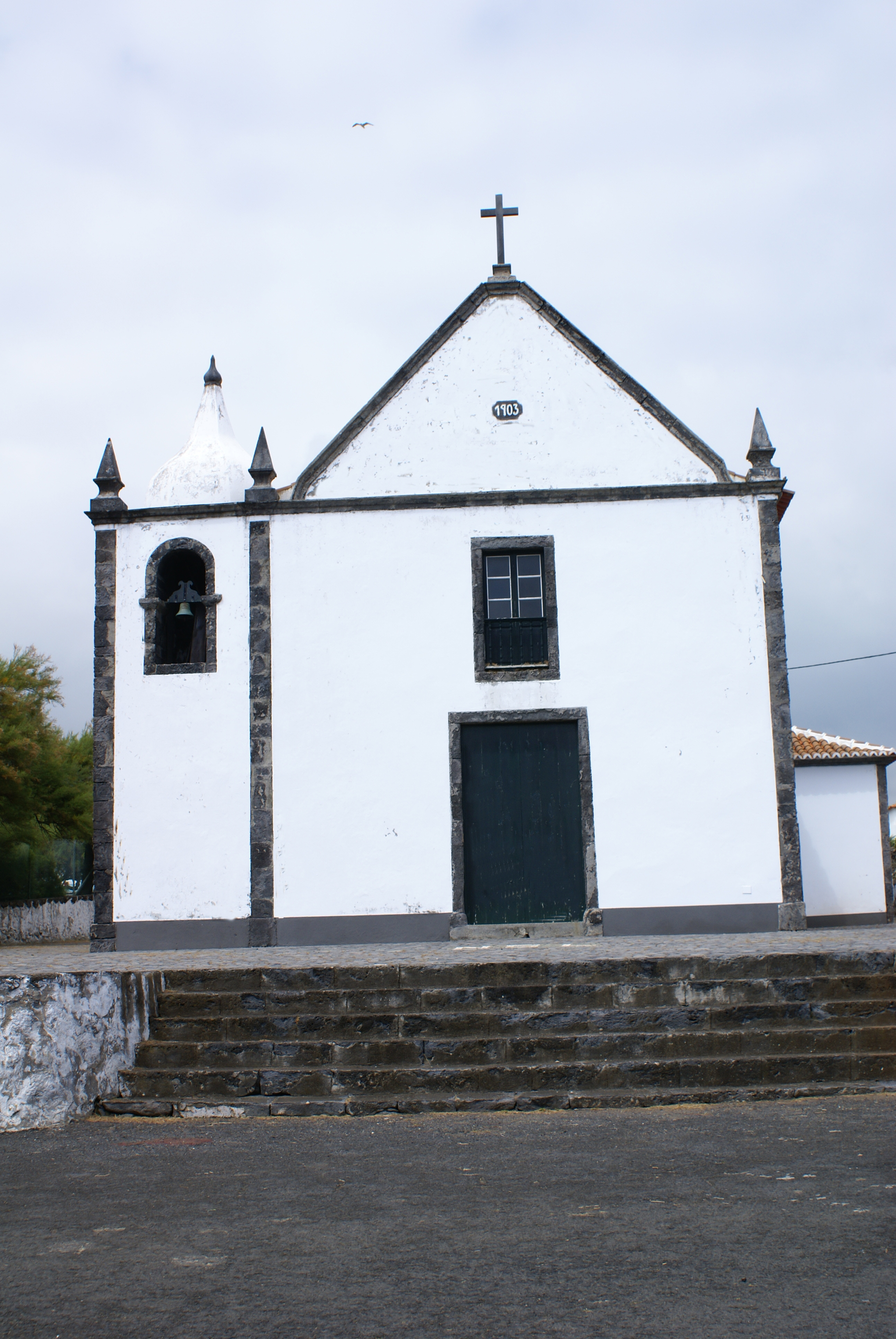
Ermida de Nossa Senhora de Lurdes, Porto das Cinco Ribeiras.

A Ermida de Nossa Senhora de Lurdes (Cinco Ribeiras) é um templo cristão português localizado na freguesia açoriana das Cinco Ribeiras, concelho de Angra do Heroísmo, ilha Terceira.
Esta ermida construída junto ao Porto das Cinco Ribeiras tem uma data de construção que recua ao inicio do século XX, mais precisamente ao ano de 1903. Apresenta-se como uma construção simples feita em alvenaria e dotada de pouca cantaria exterior.
Neste templo são feitas festas em homenagem da invocação mariana todos os anos no dia 11 de Fevereiro e mantêm-se as festividades  em honra de São Pedro e de São Paulo igualmente todos os anos no dia 29 de Junho de cada ano, inspiradas nas já centenárias tradições piscatórias deste porto.